# Finnish Army Simulator
Finnish Army Simulator — компьютерная игра в жанре симулятора, разработанная и изданная финской студией Please Be Patient. Игра вышла в раннем доступе 13 января 2023 года на платформе Microsoft Windows .

## Содержание

Cкриншот c cайта игры демонстрирующий игровой процесс

Finnish Army Simulator предлагает игрокам погрузиться в реалии срочной службы в финской армии начала 2010-х годов. Игра сочетает в себе элементы симулятора, ролевой игры и комедии, акцентируя внимание на повседневной жизни солдат, включая учения и бытовые задачи.
Игроки сталкиваются с различными испытаниями, такими как физические упражнения, стрельбы, строевая подготовка и выполнение повседневных обязанностей. В игре присутствуют элементы чёрного юмора и сатиры, отражающие особенности армейской жизни.

## Разработка и особенности
Студия Please Be Patient была основана в 2017 году и специализируется на создании сюжетно-ориентированных симуляторов. В Finnish Army Simulator разработчики стремились передать аутентичную атмосферу финской армии. Игра получила обновления, добавляющие новые функции, такие как выбор уровня сложности, перманентная смерть на высоких уровнях, снижение уровня рассудка при нахождении под дождем и возможность приобретения различных предметов в армейском магазине.